# Kaki King
Kaki King (Marietta, 24 augustus 1979) is een Amerikaans gitaristvirtuose en componiste. Ze maakt muziek die verschillende genres dekken waaronder jazz, klassieke muziek en pop. Haar debuutalbum Everybody loves you werd uitgebracht in 2003.
King belandde op verschillende lijsten van beste vrouwelijke gitaristen.

## Biografie
King werd geboren in Marietta, een plaats (city) in de agglomeratie van Atlanta. Ze begon op vierjarige leeftijd met gitaar spelen. Na enkele jaren stapte ze over op drummen. Dit bleef ze volhouden tot in haar puberteit waarna ze toch weer terugging naar gitaar, een keuze die werd ingegeven door de muziek van Preston Reed en Michael Hedges.
Ze studeerde gitaar aan de New York-universiteit. Na het behalen van haar diploma in 2001 ging ze werken als straatmuzikant in de metro van New York. Ze koos hiervoor naar aanleiding van de aanslagen op het World Trade Center op 11 september 2001. De omgeving waarin ze speelde, met een specifieke akoestiek, had een grote invloed op de ontwikkeling van haar eigen sound. Toen voorbijgangers haar vroegen of ze haar werk konden kopen, realiseerde King dat ze geld kon gaan verdienen met muziek.
In 2002 nam ze een demo op. Dit resulteerde in een optreden in de Knitting Factory waar ze gespot werd door Jeff Krasno, directeur van Velour Records. Een jaar later bracht ze bij dit onafhankelijke platenlabel haar debuutalbum Everybody loves you uit dat goed ontvangen werd. Het succes onder critici leverde haar zowel een optreden op bij de talkshow Late Night with Conan O'Brien als een deal met Red Ink, een imprint van het platenlabel Sony Epic. Bij dit label gaf ze in 2004 het album Legs to make us longer uit.
In 2006 volgde het album ...Until we felt red, opnieuw bij Velour. Het album werd geproduceerd door John McEntire (Tortoise). King ging in 2006 en 2007 op tournee ter ondersteuning van het album. In deze periode ging ze samenwerken met Foo Fighters en Tegan and Sara. Tevens werkte ze mee aan de soundtracks van de films Into the Wild en August Rush, beide uitgebracht in 2007.
Haar vierde album  Dreaming of revenge verscheen in 2008. Dit album werd geproduceerd door producer Malcolm Burn. Zijn werk maakte het album melodischer en meer op pop gericht dan de voorgaande albums. Het album bereikte #23 in de Top Heatseekers. King ging op wereldtournee om het album te promoten. Na terugkomst ging ze meer samenwerkingen aan bij het componeren van filmmuziek.
In 2010 werkte King opnieuw samen met Burn, wat het album Junior opleverde. De sound ging meer richting de indierock wat niet alle critici konden waarderen. Het album was wel een commercieel succes. Ze werd door Timbaland gevraagd mee te werken aan zijn album Shock value 2. King ondernam in 2011 haar eerste solotour sinds 2005.
Het instrumentale album Glow uit 2012 werd geproduceerd door multi-instrumentalist D. James Goodwin. Critici zagen hierin een terugkeer naar King's eerdere werk van vóór Junior. In 2014 bracht ze het verzamelalbum Everybody glows: B sides & rarities uit. Ze ondernam een crowdfundingactie ter financiering van de multimediaproductie The neck is a bridge to the body. Het leverde haar meer geld op dan ze nodig had; met het resterende bedrag gaf ze een audioversie als album uit.
King's achtste studioalbum Modern yesterdays werd opgenomen van eind 2019 tot begin 2020. Het werk was een coproductie van King, Arjan Miranda en Chloe Alexandra Thompson.

## Privéleven
King trad op 5 oktober 2012 in het huwelijk met Jessica Templin. Het koppel ging op huwelijksreis naar Australië, waar King optrad tijdens het Peats Ridge Festival.

## Discografie

### Studioalbums
- Everybody loves you, 2003
- Legs to make us longer, 2004
- ...Until we felt red, 2006
- Dreaming of revenge, 2008
- Junior, 2010
- Glow, 2012
- The neck is a bridge to the body, 2015
- Modern yesterdays, 2020